# Microplana robusta
Microplana robusta ist eine Art der Landplanarien in der Unterfamilie Microplaninae.

## Merkmale
Microplana robusta hat einen leicht abgeflachten, zylindrischen Körper, der sich zum Vorderende hin verjüngt und ausgestreckt eine Länge von 50 Millimetern und eine Breite von 2 bis 3 Millimetern aufweist. Die Rückenfärbung ist orange mit einem helleren Vorderende und einem dunkleren Hinterende. Am Vorderende befinden sich zwei schwarze Augen.
Der Kopulationsapparat weist eine kurze, zylindrische Penispapille auf. Der weibliche Geschlechtstrakt ist schmal und lang.

## Verbreitung
Microplana robusta wurde in der Region um das spanische A Coruña nachgewiesen.

## Etymologie
Das Artepitheton leitet sich von dem lateinischen Wort robustus (dt. kräftig) ab.